# 잉카 내전
잉카 내전(스페인어: Guerra civil incaica)은 잉카 제국의 왕위를 놓고 우아이나 카팍의 두 아들 우아스카르와 아타우알파가 벌인 계승전쟁이다.:146-149 우아이나 카팍이 1527년 사망하고 1529년부터 전쟁이 시작되어 1532년까지 지속되었다. 자신이 정당한 계승자라고 생각한 우아스카르가 먼저 싸움을 걸었다. 아타우알파는 정당성은 둘째치고 부왕이 군사원정을 위해 제국 북부에 주둔시켰던 쿠스코의 대군을 통제하고 있었기에 동생 우아스카르를 제압하고 군주의 자리에 올랐다. 그러나 이 내전으로 잉카 제국의 국력은 심한 손상을 입었으며, 아타우알파가 내전에서 승리하고 얼마 지나지 않아 프란시스코 피사로가 이끄는 에스파냐 원정대에게 정복당하게 된다.